# Laced/Unlaced
Laced/Unlaced är det fjärde studioalbumet av den amerikanska artisten Emilie Autumn, utgivet i mars 2007 på tyska skivbolaget Trisol.
Det är ett dubbelalbum där skiva 1, Laced, är en nyutgåva av debutalbumet On a Day... (1997) medan skiva 2, Unlaced, innehåller åtta helt nya spår; instrumentella arrangemang framförda på elfiol. Laced innehåller även fem bonusspår i form av liveinspelningar från 1997. Albumet släpptes ursprungligen på CD i A5-bokformat den 9 mars, då begränsad till 2000 exemplar. Denna utgåva innehöll även exklusiva fotografier, handskrivna manus från albumet, personliga noteringar och teckningar. Den vanliga CD-utgåvan följde den 15 juni samma år. Samtliga spår är producerade av Emilie Autumn.
Instrumentella låtar som "Unlaced" spelas alltid som playback när Emilie Autumn uppträder live.

## Låtlista

### CD 1:Laced
| Nr | Titel       | Kompositör            | Längd |
| -- | ----------- | --------------------- | ----- |
| 1. | La Folia    | Arcangelo Corelli     | 10:18 |
| 2. | Recercada   | Diego Ortiz           | 1:43  |
| 3. | Largo       | Johann Sebastian Bach | 4:02  |
| 4. | Allegro     | Bach                  | 3:21  |
| 5. | Adagio      | Jean-Marie Leclair    | 3:36  |
| 6. | Tambourin   | Leclair               | 1:52  |
| 7. | Willow      | Emilie Autumn         | 5:49  |
| 8. | Revelry     | Autumn                | 1:56  |
| 9. | On a Day... | Autumn                | 2:30  |

| 10. | Prologue (live)                           | Autumn                   | 2:07  |
| 11. | Sonata for Violin & Basso Continuo (live) | Lonati                   | 11:45 |
| 12. | Chaconne (live)                           | Giovanni Battista Vitali | 10:24 |
| 13. | La Folia (live)                           | Corelli                  | 9:55  |
| 14. | Epilogue (live)                           | Autumn                   | 5:09  |

### CD 2:Unlaced
Alla låtar är komponerade av Emilie Autumn.
| Nr | Titel            | Längd |
| -- | ---------------- | ----- |
| 1. | Unlaced          | 3:26  |
| 2. | Manic Depression | 5:25  |
| 3. | Leech Jar        | 4:14  |
| 4. | A Strange Device | 4:16  |
| 5. | A Cure?          | 3:06  |
| 6. | Syringe          | 3:23  |
| 7. | Cold             | 3:02  |
| 8. | Face the Wall    | 6:50  |

## Medverkande
- Emilie Autumn – sång, fiol, producent

Ytterligare musiker på skivan Laced
- Roger Lebow – cello
- Edward Murray – cembalo
- Michael Egan – luta
- Fred Vogler – inspelning

Enligt originalalbumet On a Day... (1997)

## Utgivningshistorik
| Datum        | Utgåva                      | Skivbolag                       |
| ------------ | --------------------------- | ------------------------------- |
| 9 mars 2007  | Begränsad utgåva, bokformat | Trisol Music Group / TRI 295 CD |
| 15 juni 2007 | Standardutgåva, CD          | Trisol Music Group / TRI 294 CD |